# Elitserien i volleyboll för damer 2020/2021

Elitserien i volleyboll för damer 2020/2021 spelades som under perioden 26 september 2020 – 24 april 2021, och vanns av Hylte/Halmstad VBK. Grundserien spelades 26 september 2020 – 28 februari 2021 och SM-slutspelet 3 mars – 24 april 2021. 

## Tabeller
| Pos | Lag                | M  | V  | F  | P  | SV | SF | SK     | BV   | BF   | BK    | Kvalificering |
| --- | ------------------ | -- | -- | -- | -- | -- | -- | ------ | ---- | ---- | ----- | ------------- |
| 1   | Hylte/Halmstad VBK | 20 | 19 | 1  | 56 | 57 | 5  | 11,400 | 1507 | 1020 | 1,477 | Slutspel      |
| 2   | Engelholms VS      | 20 | 18 | 2  | 54 | 54 | 9  | 6,000  | 1552 | 1096 | 1,416 | Slutspel      |
| 3   | Örebro Volley      | 20 | 16 | 4  | 50 | 52 | 13 | 4,000  | 1550 | 1190 | 1,303 | Slutspel      |
| 4   | Gislaveds VBK      | 20 | 13 | 7  | 37 | 40 | 31 | 1,290  | 1570 | 1534 | 1,023 | Slutspel      |
| 5   | Sollentuna VK      | 20 | 10 | 10 | 31 | 37 | 36 | 1,028  | 1609 | 1587 | 1,014 | Slutspel      |
| 6   | Lunds VK           | 20 | 8  | 12 | 24 | 30 | 39 | 0,769  | 1418 | 1510 | 0,939 | Slutspel      |
| 7   | Linköpings VC      | 20 | 8  | 12 | 24 | 31 | 42 | 0,738  | 1480 | 1633 | 0,906 | Slutspel      |
| 8   | RIG Falköping      | 20 | 8  | 12 | 24 | 27 | 42 | 0,643  | 1395 | 1581 | 0,882 |               |
| 9   | Värnamo Volley     | 20 | 4  | 16 | 12 | 20 | 51 | 0,392  | 1431 | 1678 | 0,853 | Slutspel      |
| 10  | Lindesbergs VBK    | 20 | 4  | 16 | 11 | 17 | 51 | 0,333  | 1359 | 1622 | 0,838 | Slutspel      |
| 11  | IKSU               | 20 | 2  | 18 | 7  | 10 | 56 | 0,179  | 1167 | 1586 | 0,736 | Slutspel      |

## Slutspel
|  | Kvartsfinaler och återkval | Kvartsfinaler och återkval |                    |   | Semifinaler         | Semifinaler         |  |  | Final | Final |
|  |                            |                            |                    |   |                     |                     |  |  |       |       |
|  | 14 och 20 mars             |                            |                    |   |                     |                     |  |  |       |       |
|  |                            |                            |                    |   |                     |                     |  |  |       |       |
|  | Hylte/Halmstad VBK         | 2                          |                    |   |                     |                     |  |  |       |       |
|  | Hylte/Halmstad VBK         | 2                          | 3, 11 och 15 april |   |                     |                     |  |  |       |       |
|  | Gislaveds VBK              | 0                          |                    |   |                     |                     |  |  |       |       |
|  | Gislaveds VBK              | 0                          | Hylte/Halmstad VBK | 2 |                     |                     |  |  |       |       |
|  | 27 och 30 mars*            |                            | Hylte/Halmstad VBK | 2 |                     |                     |  |  |       |       |
|  |                            | Örebro Volley              | 1                  |   |                     |                     |  |  |       |       |
|  | Örebro Volley              | Örebro Volley              | 1                  | 2 |                     |                     |  |  |       |       |
|  | Örebro Volley              |                            | 17 och 21 april    | 2 |                     |                     |  |  |       |       |
|  | Lunds VK                   | 0                          |                    |   |                     |                     |  |  |       |       |
|  | Lunds VK                   | 0                          | Hylte/Halmstad VBK | 2 |                     |                     |  |  |       |       |
|  | 13 och 21 mars             |                            | Hylte/Halmstad VBK | 2 |                     |                     |  |  |       |       |
|  |                            | Engelholms VS              | 0                  |   |                     |                     |  |  |       |       |
|  | Engelholms VS              | Engelholms VS              | 0                  | 2 |                     |                     |  |  |       |       |
|  | Engelholms VS              | 3 och 11 april             |                    | 2 |                     |                     |  |  |       |       |
|  | Örebro Volley              | 0                          |                    |   |                     |                     |  |  |       |       |
|  | Örebro Volley              | 0                          | Engelholms VS      | 2 |                     |                     |  |  |       |       |
|  | 27 och 31 mars*            |                            | Engelholms VS      | 2 |                     |                     |  |  |       |       |
|  |                            | Gislaveds VBK              | 0                  |   | Match om tredjepris | Match om tredjepris |  |  |       |       |
|  | Gislaveds VBK              | Gislaveds VBK              | 0                  | 2 | Match om tredjepris | Match om tredjepris |  |  |       |       |
|  | Gislaveds VBK              |                            | 20 och 24 april    | 2 |                     |                     |  |  |       |       |
|  | Sollentuna VK              | 0                          |                    |   |                     |                     |  |  |       |       |
|  | Sollentuna VK              | 0                          | Örebro Volley      | 2 |                     |                     |  |  |       |       |
|  |                            |                            |                    |   |                     |                     |  |  |       |       |
|  | Gislaveds VBK              | 0                          |                    |   |                     |                     |  |  |       |       |
|  | Gislaveds VBK              | 0                          |                    |   |                     |                     |  |  |       |       |

- Slutspelet spelades i bäst av 3 match
- Hela slutspelet var tämligen komplext med flera återkval.[2]. Ovan visas enbart de tre sista mötena som en potentiell vinnare skulle behöva spela (lag 5-10 av de deltagande lagen har spelat fler matcher än vad som visas). Förfarandet med återkval är också orsaken att Gislaveds VBK och Örebro Volley förekommer två gånger under 'Kvartsfinaler och återkval' (matcherna markerade med asterisk är återkval).
- RIG Falköping deltog inte i slutspelet

## Individuella prestationer

### Grundspelet[3]
- Bästa poängplockare:
  - Per set: Carlyle Nusbaum, Gislaveds VBK, 5,5 poäng/set
  - Totalt: Ulrika Blomgren, Värnamo Volley, 347 poäng totalt
- Bästa servare: 
  - Per set och totalt: Iida Murto, Örebro Volley, 0,88 serveess/set och 47 serveess totalt.
- Bästa blockare: 
  - Per set: Maria Åkerström, Sollentuna VK, 1,0 vinnande block/set
  - Totalt: Dalila-Lilly Topic, Hylte/Halmstad VBK, 53 vinnande block totalt
- Bästa lag:
  - Passare:Clarisa Sagardia, Gislaveds VBK (passare)
  - Centrar: Jonna Nilsson, Örebro Volley och  Olivia Kofie, Engelholms VS
  - Vänsterspikrar: Hanna Hellvig, Hylte/Halmstad VBK och Elis Bento, Engelholms VS
  - Högerspiker: Isabelle Falck, Sollentuna VK

### Slutspelet[4]
- Bästa poängplockare:
  - Per set: Agnes Elm, Linköpings VC, 6,12 poäng/set
  - Totalt: Iida Murto, Örebro Volley, 135 poäng totalt
- Bästa servare: 
  - Per set: Agnes Elm, Linköpings VC, 1,75 serveess/set
  - Totalt: Lovisa Sundqvist, Linköpings VC, 15 serveess totalt.
- Bästa blockare: 
  - Per set & totalt: Julia Nilsson, Engelholms VS, 1,18 vinnande block/set och 26 vinnande block totalt
- Bästa lag:
  - Passare:Rebecka Lane, IKSU (passare)
  - Centrar: Lovisa Sundqvist, Linköpings VC och Jonna Nilsson, Örebro Volley
  - Vänsterspikrar: Agnes Elm, Linköpings VC och Hanna Hellvig, Hylte/Halmstad VB
  - Högerspiker: Saga Nilsson, Värnamo Volley

## Fotnoter
1. 1 2 3  ”SM-slutspel Damer 2020/21”. Svenska Volleybollförbundet. https://svbf-web.dataproject.com/CompetitionMatches.aspx?ID=234&PID=323. Läst 17 mars 2024.
2. ↑  Elitserien Volleyboll: Om Elitserien
3. ↑  ”Elitserien Damer 2020/21”. Elitserien Volleyboll. https://svbf-web.dataproject.com/CompetitionHome.aspx?ID=175. Läst 21 mars 2022.
4. ↑  ”SM-slutspel Damer 2020/21”. Elitserien Volleyboll. https://svbf-web.dataproject.com/CompetitionHome.aspx?ID=234. Läst 21 mars 2022.